# Sojus TMA-22
Sojus TMA-22 ist eine Missionsbezeichnung für den Flug des russischen Raumschiffs Sojus zur Internationalen Raumstation (ISS). Im Rahmen des ISS-Programms trägt der Flug die Bezeichnung ISS AF-28S. Es war der 28. Besuch eines Sojus-Raumschiffs an der ISS und der 134. Flug im Sojusprogramm. Die Mission war der letzte Flug des Sojus-TMA-Raumschiffs nach älterem Design mit analogen Computern. Mit dem Qualifizierungsflug Sojus TMA-03M ging der umgestaltete Nachfolger mit digitaler Technik nach zwei Testflügen in den normalen Betriebsmodus.

## Besatzung

### Hauptbesatzung
- Anton Nikolajewitsch Schkaplerow (1. Raumflug), Kommandant, (Russland/Roskosmos)
- Anatoli Alexejewitsch Iwanischin[8] (1. Raumflug), Bordingenieur, (Russland/Roskosmos)
- Daniel Christopher Burbank (3. Raumflug), Bordingenieur, (USA/NASA)[9]

### Ersatzmannschaft
- Gennadi Iwanowitsch Padalka (4. Raumflug), Kommandant, (Russland/Roskosmos)
- Sergei Nikolajewitsch Rewin (1. Raumflug), Bordingenieur, (Russland/Roskosmos)
- Joseph Michael Acaba (2. Raumflug), Bordingenieur, (USA/NASA)

## Missionsverlauf

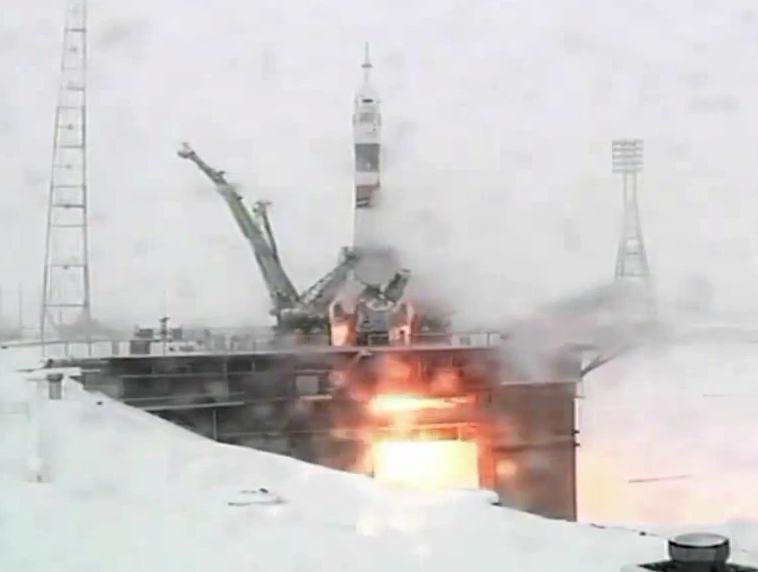
Start bei dichtem Schneetreiben

Der Start war ursprünglich für den 22. September 2011 geplant. Nach der Fehlzündung der dritten Stufe einer Sojus-Rakete am 24. August wurde die Mission zuerst auf Ende Oktober oder Anfang November verlegt, um zwei unbemannte Testflüge durchführen zu können. Der Start erfolgte schließlich am 14. November 4:14 UTC bei dichtem Schneetreiben von der Startrampe 1 des Weltraumbahnhofs Baikonur.
Nach mehr als zwei Flugtagen erreichte die Sojus am 16. November 2011 neun Minuten früher als geplant die Internationale Raumstation am Andockmodul Poisk. Das Sojus-Raumschiff löste Sojus TMA-21 als Rettungskapsel ab.
Die Besatzung der ISS-Expeditionen 29 und 30 sollte bis zum 16. März 2012 auf der ISS bleiben, allerdings wurde bei Dichtigkeitstest im Energija-Werk Koroljow die Wiedereintrittskapsel des Sojus-TMA-04M-Raumschiffs stark beschädigt. Man entschied, das komplette Raumschiff auszusondern und die Herrichtung des eigentlich für Sojus TMA-05M vorgesehenen Raumschiffs zu beschleunigen. Dadurch verschob sich der Start von Sojus TMA-04M auf den 15. Mai 2012, die ISS-Expedition 30 wurde bis Ende April 2012 verlängert.
Am 27. April 2012 um 8:18 UTC koppelte Sojus TMA-22 mit Schkaplerow, Iwanischin und Burbank an Bord ab. Damit begann auf der ISS die Expedition 31 mit Oleg Kononenko als Kommandant. Die Bremszündung wurde um 10:49 UTC eingeleitet, um 11:21 UTC trat die Landekapsel in die dichten Schichten der Atmosphäre ein. Der Bremsschirm wurde in 10,7 Kilometern Höhe aktiviert, in etwa 8 Kilometern Höhe entfaltete sich der riesige weiß-orange gestreifte Hauptfallschirm. Die Landung erfolgte schließlich um 11:45 UTC knapp 90 Kilometer nordöstlich von Arkalyk auf einem Feld in der Steppe Kasachstans.
Wegen des starken Windes landete die Crewkapsel allerdings auf der Seite, was NASA-Kommentator Rob Navias zu der lakonischen Bemerkung veranlasste, dass das „nicht unüblich“ sei.